# Natchitoches (Louisiana)
Natchitoches [ˈnækətəʃ] ist eine Stadt und ein Parish Seat des Natchitoches Parish im US-amerikanischen Bundesstaat Louisiana. Das U.S. Census Bureau hat bei der Volkszählung 2020 eine Einwohnerzahl von 18.039 ermittelt.
Natchitoches ist Teil der sozioökonomischen Region Ark-La-Tex, die Teile der vier Bundesstaaten Arkansas, Louisiana, Oklahoma und Texas umfasst.

## Geographie
Natchitoches liegt im Nordwesten des Bundesstaates Louisiana, etwa 60 Kilometer von der westlichen Grenze zu Texas sowie 140 Kilometer von der nördlichen Grenze zu Arkansas entfernt. Knapp zwei Kilometer nordöstlich der Stadt verläuft einer der längsten Flüsse der Welt, der Red River, der im Norden Texas' entsteht und nach fast 2000 Kilometern in den Atchafalaya River mündet, der wiederum den Mississippi River speist. Im Westen des Stadtgebietes befindet sich der fast neun Quadratkilometer große Sibley Lake. Knapp 10 Kilometer östlich des Stadtgebietes erstreckt sich auf über 2400 Quadratkilometern der Kisatchie National Forest.
Nahegelegene Städte sind unter anderem Coushatta (35 km nordwestlich), Many (37 km südwestlich), Simpson (42 km südlich), Mansfield (60 km nordwestlich) und Alexandria (65 km südöstlich).

## Geschichte
Natchitoches wurde 1714 vom französisch-kanadischen Soldaten und Entdecker Louis Juchereau de St. Denis gegründet. Es ist die erste dauerhafte Siedlung innerhalb des Louisiana Purchase, einer 2,1 Millionen Quadratkilometer großen Fläche im mittleren Teil der Vereinigten Staaten, die heute zu 14 US-amerikanischen und drei kanadischen Bundesstaaten gehört. Die Stadt wurde als französische Außenstelle am Red River für den Handel mit dem von Spanien kontrollierten Mexiko eingerichtet. Daher zog es französische Siedler schon 1699 in dieses Gebiet. Das Postamt wurde nahe einem Dorf der Natchitoches-Indianer errichtet, von denen sich auch der Stadtname ableitet.
Nach dem Louisiana Purchase von 1803 befand sich die gesamte Region in einem Bevölkerungsboom. Entlang des Red River wurden mehrere Plantagen und Felder errichtet. Im Laufe der Jahre veränderte sich der Strom des Red River und umging die Stadt, die damit ihre lukrative Verbindung zum Mississippi River verlor und stattdessen fortan über einen mehr als 50 Kilometer breiten See verfügte, den Cane River Lake. Der See durchquert die Innenstadt Natchitoches' ebenso wie das Plantagenland. Im Spring Break dient es als Trainingsstätte verschiedener Sportteams der University of St. Thomas (Minnesota), der Kansas State University, der University of Kansas, der Wichita State University, der Murray State University, der Washington University in St. Louis sowie der Northwestern State University.
Während des Amerikanischen Bürgerkrieges wurde die Stadt von Soldaten der Nordstaaten, die zuvor die nahegelegene Stadt Shreveport nicht einnehmen konnten, in Brand gesetzt. Eine Kavallerie der Konföderierten Staaten von Amerika verfolgte die flüchtigen Soldaten und kam rechtzeitig, um die vollständige Zerstörung der Stadt zu verhindern.
1965 tötete eine Pipeline-Explosion 17 Menschen.
Nahe der Stadt stürzte 1973 ein Flugzeug nach der Kollision mit einem Baum ab, wobei auch der Sänger Jim Croce starb. Nur eine Stunde zuvor hatte er noch ein Konzert an der Northwest State University gegeben. 1998 wurde der Urzeitwal Natchitochia, der 1943 südlich der Stadt gefunden wurde, nach ihr benannt.

## Wirtschaft
In den 1970er Jahren erlebte Natchitoches ein wirtschaftliches Tief, das damit endete, dass 65 % der Arbeitsplätze des Geschäftsviertels nicht besetzt wurden. Dank der Bemühungen zur Wiederherstellung der Wirtschaft liegt dieser Anteil heute bei etwa 1 %.
Östlich der Stadt befindet sich mit dem Hafen am Red River ein wichtiger Verkehrs- und Handelsknotenpunkt. Über den Hafen wird vor allem Bauholz verschifft, das der größte und wichtigste Wirtschaftszweig der Region ist.
Darüber hinaus verfügt Natchitoches über eine nationale Fischzucht, in der sechs Fischsorten gezüchtet werden.
Seit der Errichtung der Interstate 49 haben sich viele Unternehmen, die ihren Standort zuvor im Stadtzentrum hatten, außerhalb der Stadt niedergelassen. Seither wurden in diesem Gebiet zahlreiche Hotels und Tankstellen errichtet.
In der Stadt befindet sich mit dem Kaffie-Frederick, Inc., General Mercantile der älteste Gemischtwarenladen Louisianas. Er wurde 1863 von Siedlern aus Alexandria eröffnet. Mehrere landesweite Reality-TV-Shows wurden dort gedreht.

### Tourismus

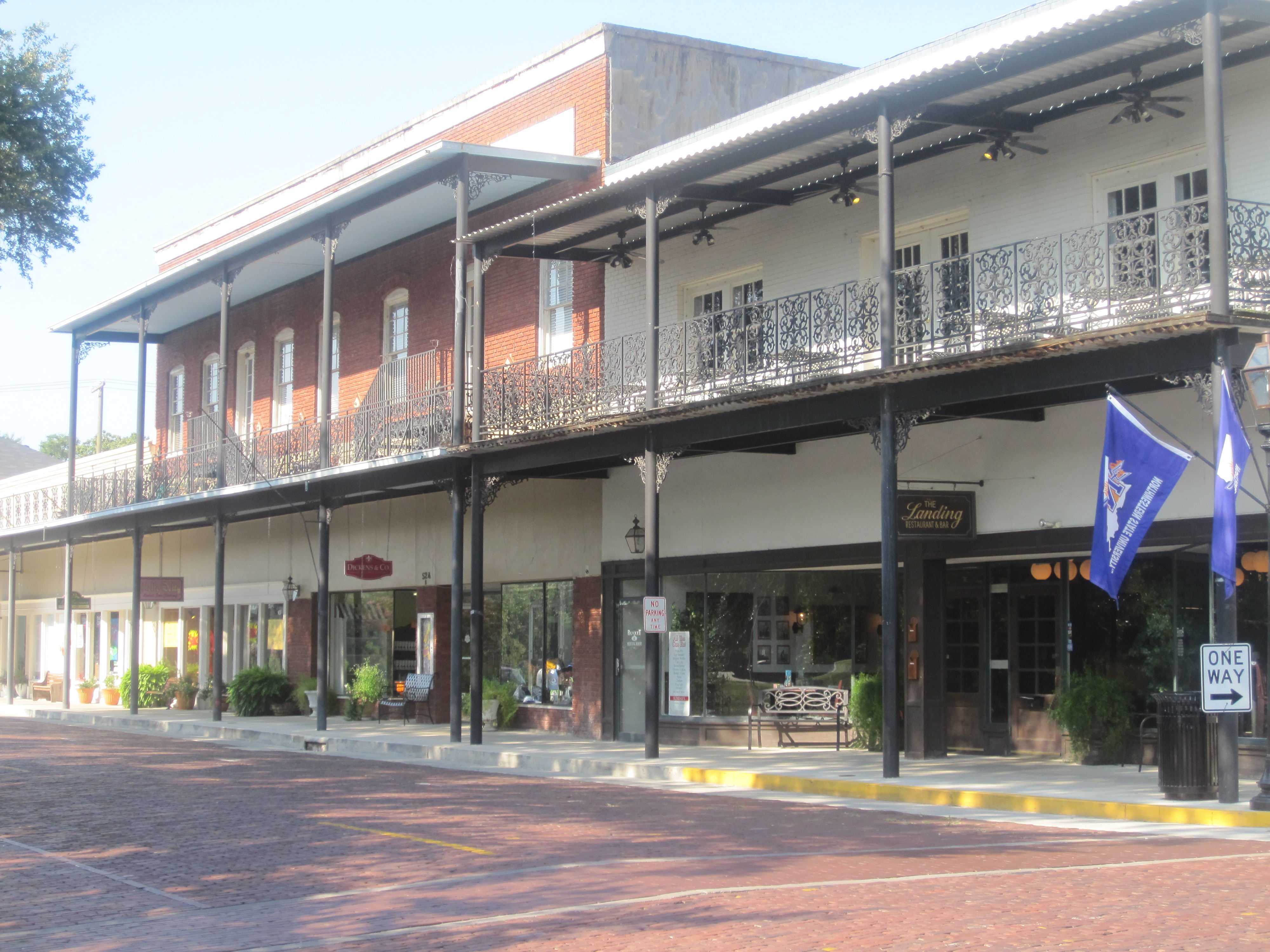
Ein Teil des 2006 restaurierten historischen Stadtzentrums

Die Cane River National Heritage Area, in der auch die Stadt liegt, umfasst ein Gebiet von 470 Quadratkilometern, auf dem zahlreiche historische und geschichtlich bedeutsame Gebäude und Plantagen aus den Jahren der ersten Besiedlung und Bewirtschaftung der Region zu finden sind. Als Teil des Louisiana African American Heritage Trail zieht sie fortlaufend große Touristenscharen an.
Nach Natchitoches selber kommen jährlich mehr als eine Million Touristen. Sie wurde 2006 für die aufwändige Restauration des historischen Stadtzentrums ausgezeichnet und gilt empfehlenswert für Pensionäre. Etwa 10 % dieser Touristen kommen alleine wegen des bekannten Natchitoches Christmas Festival, das seit 1927 jährlich veranstaltet wird und unter anderem aus einer Lichtershow mit mehreren hunderttausend Lichtern sowie einem Feuerwerk besteht. Eine weitere Attraktion ist der Bayou Pierre Alligator Park, in dem Touristen unter anderem Alligatoren füttern können.
Das 2005 neu eröffnete Natchitoches Events Center bietet auf 3700 Quadratmetern Platz für Meetings und auf 1500 Quadratmetern Raum für Ausstellungen.
In Natchitoches befinden sich über zehn Hotels nationaler Ketten sowie annähernd 30 Bed-and-Breakfast-Inns.

## Verkehr
Durch den Norden der Stadt führt der Louisiana Highway 1, der im Norden wie auch im Süden eine Verbindung zum U.S Highway 84 herstellt, der wiederum im Westen im texanischen Goldthwaite endet und im Osten bis nach Opp in Alabama führt. An seiner südöstlichsten Kreuzung trifft er auf den Louisiana Highway 6. Im Südwesten wird die Stadt vom Interstate 49 durchquert, die von Lafayette in Louisiana bis nach Shreveport führt. Etwa fünf Kilometer nordöstlich der Stadt verläuft der U.S. Highway 71.
Südwestlich des Stadtzentrums befindet sich der Natchitoches Regional Airport.

## Demographie
Die Volkszählung 2010 ergab eine Einwohnerzahl von 18.323 Menschen, verteilt auf 6705 Haushalte und 3631 Familien. Die Bevölkerungsdichte lag bei fast 320 Menschen pro Quadratkilometer. 59,2 % der Bevölkerung waren Schwarze, 37,2 % Weiße, 1,3 % Hispanics oder Lateinamerikaner, 0,8 % Asiaten, 0,7 % Indianer und unter 0,1 % Pazifische Insulaner. 0,7 % entstammten einer anderen Ethnizität, 1,1 % hatten zwei oder mehr Ethnizitäten. Das Durchschnittsalter lag bei über 24 Jahren, das Pro-Kopf-Einkommen betrug über 12.500 US-Dollar, womit über ein Drittel der Bevölkerung unterhalb der Armutsgrenze lebte.

## Bildung

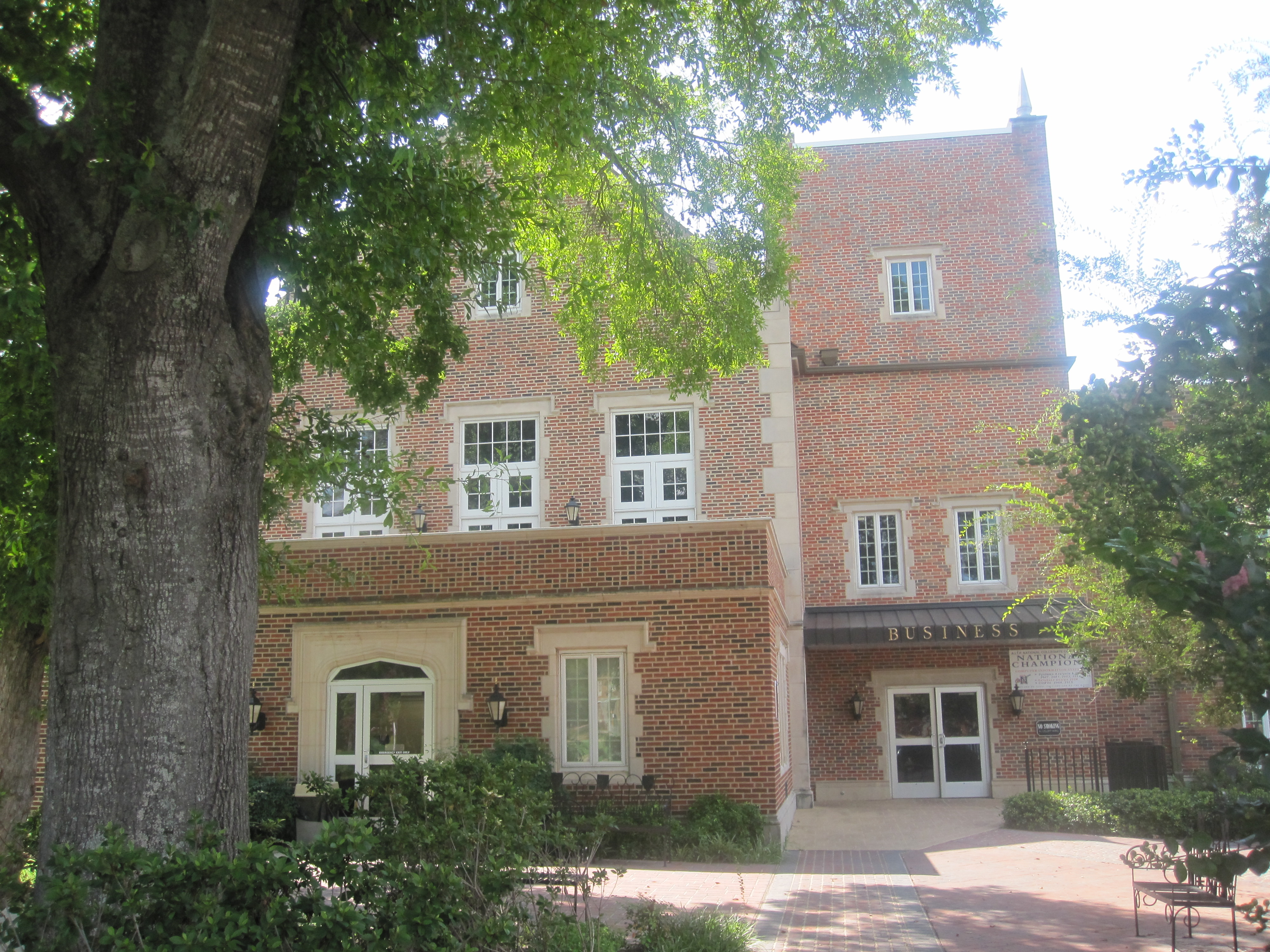
Die Wirtschaftsfakultät der Northwestern State University (1993)

In Natchitoches befindet sich einer von mehreren Campi der Northwestern State University, die etwa 10.000 Studenten hat. Darüber hinaus gibt es einen Campus des Louisiana Scholars' College sowie des Louisiana Technical College. Zudem gibt es in der Stadt vier Elementary Schools, fünf Highschools, eine Laborschule und eine Magnetschule. Daneben gibt es eine Privatschule, eine Louisiana School for Math, Science, and the Arts sowie drei öffentliche Bibliotheken.

## Persönlichkeiten
- Joanna Cassidy (* 1945) ist eine Schauspielerin und besitzt ein Haus in Natchitoches. Sie ist vor allem aus Kurzauftritten in Fernsehserien bekannt.
- Kate Chopin (1850–1904) war eine Schriftstellerin und verfasste den bekannten Roman The Awakening. Sie besaß im späten 19. Jahrhundert eine Plantage südlich der Stadt; heutzutage befinden sich viele ihrer Werke hier.
- Joe Dumars (* 1963) ist ein ehemaliger Basketballspieler der Detroit Pistons und besuchte die Highschool in Natchitoches. Er gewann zwei Meisterschaften, wurde sechsmal ins NBA All-Star-Team berufen und wurde 1994 Weltmeister.
- Marques Johnson (* 1956) ist ein ehemaliger Basketballspieler und wurde in der Stadt geboren. Er wurde viermal ins NBA All-Star-Team berufen und gilt als Vorreiter des Point Forward.
- Henry Hopkins Sibley (1816–1886) wurde in Natchitoches geboren und war Offizier der Vereinigten Staaten, der Konföderierten Staaten sowie des ägyptischen Khediven.
- Vince Williams (1957–1997) war ein US-amerikanischer Schauspieler.